# Volleyball Challenger Cup femminile 2022
La Volleyball Challenger Cup femminile 2022, 3ª edizione dell'omonima competizione femminile di pallavolo, si è svolta dal 28 al 31 luglio 2022 a Zara, in Croazia: al torneo hanno partecipato otto squadre nazionali e la vittoria finale è andata per la prima volta alla Croazia.

## Impianti
|                                                                            |  |  |
|                                                                            |  |  |
| Dvorana Krešimira Ćosića Città: Zara Capienza: 7 997 Anno d'apertura: 2008 |  |  |

## Formula
La formula ha previsto quarti di finale, semifinali, finale per il terzo posto e finale, tutti disputati in gara unica (la formazione ospitante è inserita come prima testa di serie mentre le altre formazioni sono posizionate in tabellone in base alla classificazione nel FIVB World Rankings; le formazioni sconfitte nei quarti di finale sono inserite nella classifica finale in base alla classificazione nel FIVB World Rankings).

## Squadre partecipanti
| Squadra         | Qualificazione                          | Ultima partecipazione |
| --------------- | --------------------------------------- | --------------------- |
| Belgio (12)     | 15ª alla Volleyball Nations League 2022 | Debutto               |
| Camerun (20)    | Ranking CAVB                            | Debutto               |
| Colombia (17)   | Ranking CSV                             | Perù 2018             |
| Croazia         | Paese organizzatore                     | Perù 2019             |
| Francia (22)    | 1ª all'European Golden League 2022      | Debutto               |
| Kazakistan (36) | Ranking AVC                             | Debutto               |
| Porto Rico (18) | Ranking NORCECA                         | Perù 2018             |
| Rep. Ceca (23)  | Ranking CEV                             | Perù 2019             |

## Torneo
|  | Quarti di finale | Quarti di finale |  |         | Semifinali | Semifinali |                 |                 | Finale     | Finale |
|  |                  |                  |  |         |            |            |                 |                 |            |        |
|  | Croazia          | 3                |  |         |            |            |                 |                 |            |        |
|  | Croazia          | 3                |  |         |            |            |                 |                 |            |        |
|  | Kazakistan       | 0                |  |         |            |            |                 |                 |            |        |
|  | Kazakistan       | 0                |  | Croazia | 3          |            |                 |                 |            |        |
|  |                  |                  |  | Croazia | 3          |            |                 |                 |            |        |
|  |                  |                  |  |         | Porto Rico | 1          |                 |                 |            |        |
|  | Porto Rico       | 3                |  |         | Porto Rico | 1          |                 |                 |            |        |
|  | Porto Rico       | 3                |  |         |            |            |                 |                 |            |        |
|  | Camerun          | 0                |  |         |            |            |                 |                 |            |        |
|  | Camerun          | 0                |  |         |            |            |                 | Croazia         | 3          |        |
|  |                  |                  |  |         |            |            |                 | Croazia         | 3          |        |
|  |                  |                  |  |         |            |            |                 |                 | Belgio     | 1      |
|  | Belgio           | 3                |  |         |            |            |                 |                 | Belgio     | 1      |
|  | Belgio           | 3                |  |         |            |            |                 |                 |            |        |
|  | Rep. Ceca        | 0                |  |         |            |            |                 |                 |            |        |
|  | Rep. Ceca        | 0                |  | Belgio  | 3          |            | Finale 3° posto | Finale 3° posto |            |        |
|  |                  |                  |  | Belgio  | 3          |            |                 |                 |            |        |
|  |                  |                  |  |         | Colombia   | 1          |                 |                 | Porto Rico | 3      |
|  | Colombia         | 3                |  |         |            | 1          |                 |                 | Porto Rico | 3      |
|  | Colombia         | 3                |  |         |            |            |                 | Colombia        | 1          |        |
|  | Francia          | 2                |  |         |            |            |                 |                 | 1          |        |
|  | Francia          | 2                |  |         |            |            |                 |                 |            |        |

### Quarti di finale
| 28 luglio 2022 Dvorana Krešimira Ćosića, Zara Durata: 1h:19 - Spettatori: 200   | Belgio     | 3 - 0 | Rep. Ceca  | 25-18, 25-23, 25-15               |
| 28 luglio 2022 Dvorana Krešimira Ćosića, Zara Durata: 1h:19 - Spettatori: 1 232 | Croazia    | 3 - 0 | Kazakistan | 25-20, 25-15, 25-20               |
| 29 luglio 2022 Dvorana Krešimira Ćosića, Zara Durata: - Spettatori:             | Colombia   | 3 - 2 | Francia    | 25-17, 25-16, 22-25, 11-25, 16-14 |
| 29 luglio 2022 Dvorana Krešimira Ćosića, Zara Durata: 0h:00 - Spettatori: 0     | Porto Rico | 3 - 0 | Camerun    | 25-0, 25-0, 25-0                  |

### Semifinali
| 30 luglio 2022 Dvorana Krešimira Ćosića, Zara Durata: 2h:02 - Spettatori: 2 000 | Colombia | 1 - 3 | Belgio     | 25-21, 20-25, 21-25, 16-25 |
| 30 luglio 2022 Dvorana Krešimira Ćosića, Zara Durata: 2h:03 - Spettatori: 150   | Croazia  | 3 - 1 | Porto Rico | 26-24, 25-17, 23-25, 25-17 |

### Finale 3º posto
| 31 luglio 2022 Dvorana Krešimira Ćosića, Zara Durata: 2h:05 - Spettatori: 150 | Porto Rico | 3 - 1 | Colombia | 27-25, 23-25, 25-23, 25-18 |

### Finale
| 31 luglio 2022 Dvorana Krešimira Ćosića, Zara Durata: 1h:55 - Spettatori: 2 000 | Croazia | 3 - 1 | Belgio | 25-20, 21-25, 25-22, 25-21 |

## Classifica finale
| Pos | Squadra    | Rosa |
| --- | ---------- | --- |
|     | Croazia    | Formazione: 2 Grbavica, 3 Strunjak, 4 Butigan, 6 Perić, 7 Miloš, 9 Mlinar, 10 Karatović, 11 Dumančić, 12 Marković, 13 Fabris, 14 Šamadan, 16 Deak, 19 Štimac, 20 Tomić, CT: Akbaş                                       |
|     | Belgio     | Formazione: 2 Van Sas, 3 Herbots, 4 Lemmens, 5 Guilliams, 7 Van Gestel, 9 Demeyer, 10 Martin, 12 Krenicky, 13 Janssens, 15 Van de Vyver, 18 Rampelberg, 19 Van Avermaet, 21 Stragier, 22 Koulberg, CT: Vande Broek      |
|     | Porto Rico | Formazione: 2 Venegas, 3 A. Vázquez, 4 Santos, 5 V. Vázquez, 7 Enright, 8 Rojas, 10 Reyes, 11 Abercrombie, 12 Ortiz, 14 Valentín, 15 Collazo, 20 López, 21 Victoriá, 23 Vélez, CT: Morales                              |
| 4.  | Colombia   | Formazione: 1 Mosquera, 2 Soto, 3 Segovia, 4 Montero, 5 Olaya, 6 Carabalí, 8 Zapata, 9 Grajales, 10 Toro, 11 Cortes, 15 Marín, 16 Rangel, 19 Martínez, CT: Rizola                                                       |
| 5.  | Francia    | Formazione: 1 Cazaute, 3 Giardino, 9 Stojiljković, 11 Gicquel, 12 Sager-Weider, 15 Sylves, 21 Elouga, 23 Olinga-Andela, 38 Ratahiry, 63 Respaut, 75 Diouf, 88 Rotar, 91 Bah, 98 Haewegene, CT: Rousseaux                |
| 6.  | Rep. Ceca  | Formazione: 1 Kossányiová, 2 Hodanová, 3 Trnková, 4 Orvošová, 9 Digrinová, 10 Valková, 11 Dostalová, 13 Pavlíková, 15 Jehlářová, 16 Mlejnková, 17 Faltínová, 18 Šimáňová, 19 Kojdová, 21 Baumruková, CT: Athanasopoulos |
| 7.  | Kazakistan | Formazione: 3 Petrenko, 4 Mikhailova, 8 Ufimtseva, 9 Chumak, 11 Meister, 12 Bekisheva, 14 Parukova, 15 Beket, 16 Nikitina, 17 Belchenko, 27 Smirnova, 29 Belova, 99 Kozhanberdina, CT: Dobreskov                        |
| 8.  | Camerun    | Formazione: 3 Ambassa, 5 Olomo, 7 Ngaméni, 8 G. Bikatal, 10 B. Bikatal, 12 Blamdai, 14 Amana, 15 Piata Zessi, 16 Adiana, 18 Mimosette, 20 Wete Sissako, 21 Ngatcheu, CT: Akono                                          |

|  | Promossa in Volleyball Nations League 2023. |

## Statistiche
| Rendimento individuale | Rendimento individuale | Rendimento individuale | Rendimento individuale |
| Pos.                   | Nome                   | Punti                  | Squadra                |
| ---------------------- | ---------------------- | ---------------------- | ---------------------- |
| 1                      | Britt Herbots          | 80                     | Belgio                 |
| 2                      | Samanta Fabris         | 75                     | Croazia                |
| 3                      | Ana Karina Olaya       | 59                     | Colombia               |
| 4                      | Božana Butigan         | 39                     | Croazia                |
| 5                      | Marlies Janssens       | 37                     | Belgio                 |

| Attacchi vincenti | Attacchi vincenti    | Attacchi vincenti | Attacchi vincenti |
| Pos.              | Nome                 | Punti             | Squadra           |
| ----------------- | -------------------- | ----------------- | ----------------- |
| 1                 | Britt Herbots        | 72                | Belgio            |
| 2                 | Samanta Fabris       | 67                | Croazia           |
| 3                 | Ana Karina Olaya     | 52                | Colombia          |
| 4                 | Dayana Segovia       | 30                | Colombia          |
| 4                 | Brittany Abercrombie | 30                | Porto Rico        |

| Muri vincenti | Muri vincenti    | Muri vincenti | Muri vincenti |
| Pos.          | Nome             | Punti         | Squadra       |
| ------------- | ---------------- | ------------- | ------------- |
| 1             | Božana Butigan   | 14            | Croazia       |
| 2             | Neira Ortiz      | 9             | Porto Rico    |
| 3             | Valerín Carabalí | 8             | Colombia      |
| 3             | Marlies Janssens | 8             | Belgio        |
| 5             | Martina Šamadan  | 6             | Croazia       |

| Battute vincenti | Battute vincenti | Battute vincenti | Battute vincenti |
| Pos.             | Nome             | Punti            | Squadra          |
| ---------------- | ---------------- | ---------------- | ---------------- |
| 1                | Britt Herbots    | 7                | Belgio           |
| 2                | Lucille Gicquel  | 6                | Francia          |
| 3                | Samanta Fabris   | 5                | Croazia          |
| 4                | Manon Stragier   | 4                | Belgio           |
| 4                | Natalia Valentín | 4                | Porto Rico       |